# Aplogompha yerna
Aplogompha yerna là một loài bướm đêm trong họ Geometridae.